# 收听报告
收听报告（Reception Report）是广播爱好者（BCL）及業餘無線電愛好者所撰寫的一種報告，內容是關於收聽到某電台的記錄，為获取QSL卡的主要途径。

## 内容
收听报告里需要填写的内容有：
1. 接收时间世界协调时（UTC）
2. 频率（如9770kHz）
3. SINPO码
4. 接收机型号
5. 天线种类（如磁棒或八木天线）
6. 节目内容
7. 建议与意见
8. 发送报告者的地址（如家庭住址）

一些电台可能有额外的要求，如要求收听者提供录音或是在信件中附带回信邮资，方可向听众签发QSL卡片。。

## 发送途径
1. 邮寄
2. 电台网页填写
3. 电子邮箱（E-mail）

## 來源
1. ↑  BCLSWL. . I BCL.  [2018-07-15]. （原始内容存档于2018-08-28） （中文（中国大陆））.
2. ↑  盘点QSL卡要求量高的广播电台 （页面存档备份，存于），Radiofun-Hong